# Crossopetalum myrsinodes
Crossopetalum myrsinodes là một loài thực vật có hoa trong họ Dây gối. Loài này được (Kunth) Kuntze mô tả khoa học đầu tiên năm 1891.